# Alytes maurus
El sapo partero de Marruecos (Alytes maurus) es una especie de anfibio anuro endémico de Marruecos, de la familia Alytidae.

## Publicación original
- Pasteur & Bons, 1962 : Note préliminaire sur Alytes (obstetricans) maurus: gémellarité ou polytopisme? remarques biogéographiques, génétiques et taxinomiques. Bulletin de la Société Zoologique de France 87-1 pp. 71-79.